# トイレで亡くなった人物の一覧
紀元前から現代までの歴史をたどると「トイレ」（便所、厠）にいる間や、排便・排尿をしている最中に亡くなった人物がみつかる。この記事では、確かな記録が残る場合やそうであろうという説がある場合、さらにフィクションに登場する架空の人物も含めて、トイレで亡くなった人物の一覧（トイレでなくなったじんぶつのいちらん）としてまとめている。なお一般人の名前においてWikipediaの方針により掲載していないのでご了承願いたい。

## 20世紀以前
| 日付                      | 場所                             | 名前                 | 年齢 | 概要 | 出典          |
| ------------------------- | -------------------------------- | -------------------- | ---- | --- | ------------- |
| 紀元前12世紀ごろ          | モアブ                           | モアブの王、エグロン | 不明 | 左利きの士師エフドによって、トイレにいる間に暗殺された | [ 1 ]         |
| 紀元前581年の夏           | 晋                               | 景公 (晋)            | 不明 | 便所に落下して死亡した | [ 2 ]         |
| 192年                     | 後漢                             | 韓馥                 | 不明 | 謀殺を恐れて厠で自殺した | [ 3 ]         |
| 217年4月8日               | エデッサからカルカエへ向かう途中 | カラカラ             | 29歳 | 小便をしている最中に部下に殺された | [ 4 ]         |
| 336年                     | コンスタンティノープル           | アリウス             | 80歳 | 激しい下痢により公衆便所で亡くなった | [ 5 ]         |
| 1016年11月30日            | オックスフォードまたはロンドン   | エドマンド2世        | 26歳 | トイレで排便中に刺殺された | [ 6 ]         |
| 1035年11月4日             | リサー・ナト・ラベム（ボヘミア） | ヤロミール           | 60代 | トイレで排便中に槍で刺殺された | [ 7 ]         |
| 1076年1月の26日または27日 | フラールディンゲン（オランダ）   | ゴットフリート4世    | 不明 | トイレで暗殺された | [ 8 ]         |
| 1306年8月4日              | オロモウツ（ボヘミア）           | ヴァーツラフ3世      | 16歳 | 「garde-rob」（ワードローブ;便所の隠語）にいながら槍で刺殺された | [ 9 ]         |
| 1578年4月19日             | 越後（現代の新潟県）             | 上杉謙信             | 48歳 | 厠で亡くなったが、暗殺説もある | [ 10 ]        |
| 1760年10月25日            | ケンジントン宮殿                 | ジョージ2世          | 76歳 | クローズ・スツール（室内用便器）で用を足した直後に倒れて亡くなった。おそらくは大動脈瘤の破裂だった。 | [ 11 ]        |
| 1848年                    | 江戸城                           | 松下伝七郎           | 不明 | 泥酔して、厠の穴に落ちて死亡。 | [ 12 ]        |
| 1892年                    | フィラデルフィア                 | バルーンマンことJ.W. | 29歳 | 先天性巨大結腸症に由来する便秘を患っており、便所で亡くなっているところを発見された。排便をしようともがいている形跡があった。彼の約2.5メートルに及ぶ大腸は、フィラデルフィアのムター博物館に陳列された。 | [ 13 ] [ 14 ] |

## 20世紀
| 日付           | 場所                                   | 名前                   | 年齢 | 概要 | 出典   |
| -------------- | -------------------------------------- | ---------------------- | ---- | --- | ------ |
| 1954年4月19日  | 日本・東京都文京区                     |                        | 7歳  | 東京都文京区小2女児殺害事件 |        |
| 1969年6月22日  | チェルシー                             | ジュディ・ガーランド   | 47歳 | トイレでバルビツールをオーバードーズ（過剰摂取）して死亡した                                                                                             | [ 15 ] |
| 1969年9月10日  | 日本・東京都渋谷区                     |                        | 6歳  | 正寿ちゃん誘拐殺人事件 |        |
| 1971年10月24日 | パリ                                   | ジョージ・ダイアー     | 38歳 | トイレでアルコールとアンフェタミンをオーバードーズして死亡した。彼の死はフランシス・ベーコンの『トリプティク』のモチーフにもなっている                   | [ 16 ] |
| 1977年8月16日  | テネシー州メンフィス                   | エルヴィス・プレスリー | 42歳 | ドラッグのオーバードーズが原因ともされる心不全により、トイレで倒れているところを発見された                                                               | [ 17 ] |
| 1986年2月1日   | 日本・岩手県盛岡市                     |                        | 13歳 | 東京都中野富士見中学いじめ自殺事件 |        |
| 1989年2月      | 日本・福島県田村郡都路村               |                        | 26歳 | 福島女性教員宅便槽内怪死事件 |        |
| 1989年3月8日   | アメリカ・サウスカロライナ州コロンビア | マイケル・ゴドウィン   | 28歳 | 電気椅子による死刑を宣告されていたが、のちに終身刑に減刑された。しかし刑務所でイヤホンのケーブルを噛んだまま金属製のトイレに座り、それが原因で感電死した | [ 18 ] |
| 1994年2月15日  | 台東区 上野                            |                        | 75歳 | ラドン＆サウナ東泉（2012年廃業）の洋式便所内で、便器に座りパンツを脱ぎ自慰をしていたと思われる格好で死亡                                                 | [ 19 ] |

## 21世紀
| 日付          | 場所                               | 名前                       | 年齢 | 概要 | 出典          |
| ------------- | ---------------------------------- | -------------------------- | ---- | --- | ------------- |
| 2004年3月8日  | ハリウッド・ヒルズ                 | ロバート・パストレリ       | 49歳 | トイレでモルヒネをオーバードーズして死亡 | [ 20 ]        |
| 2011年3月3日  | 日本・熊本県熊本市北区             |                            | 3歳  | 熊本3歳女児殺害事件 |               |
| 2011年6月25日 | サマセット州ピルトン               | クリストファー・シェイル   | 56歳 | グラストンベリー・フェスティバル出演中に仮設トイレで心不全を発症 | [ 21 ]        |
| 2012年6月26日 | 日本・東京都港区                   | 塚越孝                     | 57歳 | フジテレビ社内のトイレで自殺 | [ 22 ]        |
| 2013年5月17日 | マルコス・パス（ブエノスアイレス） | ホルヘ・ラファエル・ビデラ | 87歳 | 刑務所のトイレで心臓発作におそわれた | [ 23 ]        |
| 2016年5月17日 | 韓国・ソウル特別市瑞草区           |                            | 23歳 | ソウル江南トイレ殺人事件 |               |
| 2019年6月21日 | カタール・ドーハ                   | トーフィク・M・セラジ      | 63歳 | ダッカからドーハに向かう飛行機の機内で倒れ意識不明となった。着陸した直後に心臓発作による死亡が認定された | [ 24 ]        |
| 2021年6月7日  | 東京都 中央区 八丁堀               |                            | 52歳 | 東京メトロ日比谷線八丁堀駅の多機能トイレで、くも膜下出血を発症して転倒して死亡し、約7時間後に発見された（トイレには非常ボタンと30分以上の在室で通報する装置があったが、非常ボタンはブレーカーが切れて使えず、通報装置はケーブルが敷設されていなかった） | [ 25 ]        |
| 2021年11月    | 韓国・ソウル特別市                 | 全斗煥                     | 90歳 | 発性骨髄腫を患っており、自宅のトイレでおそらく心臓発作とみられる症状により卒倒しているところを発見された | [ 26 ]        |
| 2022年9月28日 | カリフォルニア州ロスアンゼルス     | クーリオ                   | 59歳 | 友人宅のトイレで心臓発作のため亡くなった | [ 27 ]        |
| 2023年1月27日 | イギリス ロンドン                  |                            |      | 地下に格納できるポップアップ式の公衆トイレ(約20年前に設置され、ロンドンで2つ目)をメンテナンスしていた男性が、トイレに押しつぶされる形で死亡 | [ 28 ] [ 29 ] |

## トイレ出産
トイレで出産された赤ちゃんが、主に周囲にバレないようにその場で殺されるケースが複数発生している。
- 2017年2月頃: 茨城県大洗町で、30代前半の女性が出産した男児の遺体を自宅のトイレに遺棄。女性は、54歳の母親と1歳の長女の3人暮らし。トイレのくみ取り業者が、ポンプが詰まったことを不審に思い調べたところ、男児の遺体を発見。逮捕は同年5月8日[30]。

- 2019年5月1日: 岩手県矢巾町で、無職の女性が自宅1階のトイレで男児を出産し、トイレの窓から男児を屋外に投げ捨てて殺害。女性の家族が、下半身から出血している女性をトイレで見つけて通報。同年10月10日、警察が女性を殺人容疑で逮捕し発表。女性は19歳。女性は投げ捨てたことは認めているが、殺意は否認している[31]。

- 2019年9月下旬: 宮城県美里町で祖母らと暮らしていた当時19歳の介護職員の女性が、自宅のトイレに乳児を産み落とした。10月11日夕方頃、トイレのくみ取り業者の男性が女性の自宅のトイレでくみ取りをしていてトイレ内で乳児1人の遺体を発見して事件が発覚した。乳児の性別は不明[32]。

- 2019年11月3日: 兵庫県の私立大学4年生の女性が就職活動で神戸市から東京に行った際に、羽田空港の多目的トイレで女子を出産。生まれたばかりの女児は、喉にトイレットペーパーの塊を詰められた上、首を絞められ殺害された。女性は遺体を紙袋に入れて空港内のカフェに行き、アップルパイとチョコレートスムージーを頼んで、写真を撮って「頑張っている自分へのご褒美」というコメントをつけてInstagramにアップした。その夜、女性は東京都港区の公園に行き、素手で穴を掘って遺体を埋めた[33]。翌日、女性は面接を受け自宅に戻った[34]。

- 2020年12月18日午後: 栃木県南部にあるショッピングモールのトイレで、女子高校生が男児を出産。出産直後の男児は、首をハサミで切られ出血死で死亡。警察は彼女の回復を待ち、翌月の1月28日に逮捕した。女子高校生は17歳[35]。

- 2021年8月、茨城県内の公立高に通う3年の女子生徒(18歳)がトイレで出産し、出産した女児の遺体を透明な袋に入れて宅敷地内に遺棄した疑い。乳児は首を圧迫されての窒息死と見られている[36]。

- 2023年8月: 大阪市阿倍野区で、30代半ばの女性がバイト先飲食店の個室トイレで男児を出産。男児は溺死。生後10分ほどで死亡したと見られている。異常を感じた店長が女性の母親、救急隊員を呼ぶも立てこもっていた。女性は数年前から借金が積み上がるほどマッチングアプリで知り合った男性らとの交際費としてお金を使い、風俗店でも働くようになり、父親は不明。保護責任者遺棄致死の罪を問われ、2024年6月13日に大阪地裁で懲役3年・保護観察付き執行猶予5年の判決[37]。

- 2023年10月31日: 愛知県小牧市のボリビア国籍の34歳の女性の自宅アパートの洋式トイレで、身長32cmほどで妊娠22週程度と見られる乳児が、トイレットペーパーに包まれ流された。同年11月8日、病院で女性が「胎盤をトイレに流した」と話し、病院が通報した。小牧署員が調べたところ、トイレの配管設備から遺体が見つかった。女性は「捨てた物が何かは知らなかった」等と述べた[38]。

- 2023年11月: 山梨県甲州市で、11月2日の午前11時～午後3時25分頃、32歳の甲州市役所の会計年度任用職員の女性が、勤務先の市役所の女子トイレで女児を出産し、鼻や口を手でふさいで殺害。車で遺体を持ち出し、11月中旬に自宅近くの寺に埋めた。2024年2月に死体遺棄の疑いで逮捕され、6月19日に殺害の疑いで再逮捕された。逮捕された女性は2019年に甲州市職員に臨時採用された後、次の年からは会計年度任用職員として住民票の発行などの窓口業務を担当していた[39][40]。

- 2024年7月18日午後: 神戸市北区八多町のゴルフ場のクラブハウス1階女子トイレで、無職の28歳の女性が男児を出産した。男児はへその緒で締め付けられ便器内に放置され窒息死し、ビニール袋に入れられて個室内に放置された。女性は男児を放置したことを認めたが、殺意は否認[41]。

- 2024年7月: 青森県青森市金沢の38歳の無職の女性がくみ取り式トイレのタンク内に産み落とし窒息死させた疑い。同居していた交際相手の男性は赤ちゃんの父親ではなく、女性の妊娠の事実を知らなかったとのことである[42]。

## トイレで亡くなった架空の人物

### 映画・ドラマ
- 1987年の映画『フルメタル・ジャケット』で、トイレで教官を射殺し自身も自殺する登場人物がいる[43]。
- 1993年の映画『ジュラシック・パーク』で、マーティン・フェレロが演じるドナルド・ジェナーロは、破壊されたトイレの便座に腰かけているところをティラノサウルスに捕食された[44]。
- スティーヴン・キング原作の映画『ドリームキャッチャー』(2003年)で、エリック・キンリーサイドが演じるリック・マッカーシーはトイレでエイリアンに襲われて血まみれで死亡する[45]。
- 映画『許されざる者』（1992年）で、ヴィッド・マッチの演じるカウボーイ、クイック・マイクは離れのトイレで銃殺される。
- 映画『パルプ・フィクション』で、ジョン・トラボルタ演じるヴィンセント・ベガは、手洗いから出てくるところをマシンガンで射殺された。
- 映画『ザ・グリード』(1998年）で、リアン・アダチの演じる女性は、巨大生物の存在にパニックになりトイレにこもっていたところを、巨大生物から便座に引き込まれて死亡した[46]。
- 映画『タイラー・レイク -命の奪還-』(2020年）で、敵役であるアミール・アシフはトイレに入った直後に射殺された[47]。
- 映画『アウトレイジ』（2010年）で、大友組の組員である江本が敵対組織との抗争の最中に逃げ切れないことを悟り、公衆便所で拳銃自殺を図ろうとするも追跡してきたヒットマンに射殺された。
- ドラマ『ザ・ソプラノズ』で、ソプラノ・ファミリーのジジ・セストーネは、おそらく新たに幹部にして取り立てられたことへのストレスから[要出典]、心臓発作を起こしてトイレで亡くなった。
- ドラマ『相棒5』(2007年）第13話の登場人物である大丸麗子は便器にはまり餓死している[48]。
- ドラマ『地面師たち』(2024年)の6話でホストの楓、7話で後藤義雄。

### バラエティ番組
- バラエティ番組の『サタデー・ナイト・ライブ』ではコマーシャル風のコントをいくつか製作しているが、そのなかに「トイレット・デス・イジェクター」というものがある。この装置は、便座に座りながら亡くなった人をベッドまで排出（イジェクト）するもので、この機能によりトイレで亡くなったという事実が隠蔽できる[49]。

### 小説
- ジョージ・R・R・マーティンの『氷と炎の歌』シリーズ3部の『剣嵐の大地』 (2000年)で、タイウィン・ラニスターは便座に腰かけているところをボウガンで撃たれて死亡した[50]。
- 『ハリー・ポッター』の嘆きのマートルは、トイレで殺されてゴーストとしてトイレに住み続けている。

### 漫画・アニメ
- 青山剛昌の漫画『名探偵コナン』ではトランクケース入りの時限爆弾がトイレ内で爆発し、黒ずくめの組織の幹部・テキーラが爆死する。
  - 『コナン』作中ではこれ以外にも、アニメや特別編のオリジナルエピソードも含めて殺人事件の現場としてトイレがしばしば描かれている。
- アニメ『サウスパーク』の2012年のエピソード「幽霊訴訟」にて、トイレの便座にはまったクライドのママは、腹を裂かれて死亡する[51]。
- アニメ『機動戦士ガンダム 鉄血のオルフェンズ』最終回では、ノブリス・ゴルドンが用便中に、鉄華団残党のライド・マッスによりドア越しに銃殺された。
- 『ジョジョの奇妙な冒険』の第3部「スターダストクルセイダース」の呪いのデーボ。
- 『HUNTER×HUNTER』のコルトピ、ミュハン。

### ゲーム
- ゲーム『リターン オブ ジ オブラ・ディン』に登場する架空のイギリス人画家エドワード・スプラットは、商船オブラ・ディン号の船首にある「ヘッド」（トイレ） を使っているときにクラーケンに絞殺された[52]。